# Михайловка (Колосовский район)
Миха́йловка — деревня в Колосовском районе Омской области России. Входит в состав Таскатлинского сельского поселения.

## Географическое положение
Михайловка расположена в самом центре Омской области вдоль реки Оша.

## История
Основана в 1850 г. В 1928 году состояла из 206 хозяйств, основное население — русские. Центр Михайловского сельсовета Нижне-Колосовского района Тарского округа Сибирского края.

## Население
| 1926 | 2010 |
| ---- | ---- |
| 1113 | ↘158 |